# ラブブ
ラブブ（中国語: 拉布布、英語: Labubu）とは、香港のデザイナー龍家昇（カシン・ロン、英語: Kasing Lung）が制作し、中国を拠点とする小売業者ポップマート（中国語: 泡泡玛特、英語: Pop Mart）で独占的に販売されている収集価値のあるぬいぐるみのモンスターエルフのブランドである。「ラブブ」はシリーズの主人公の名前でもある。

## 歴史

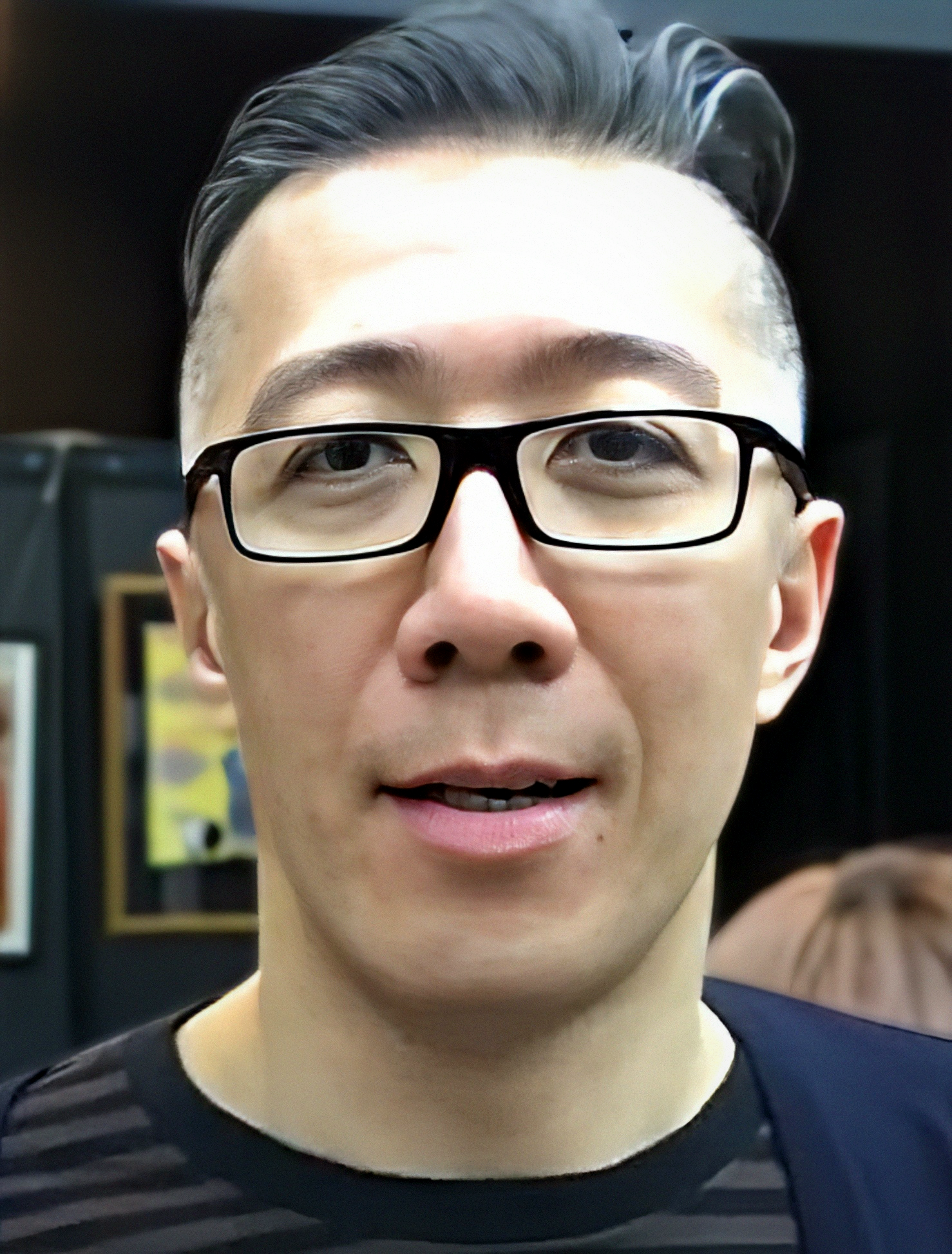
ラブブをデザインした香港のデザイナーの龍家昇

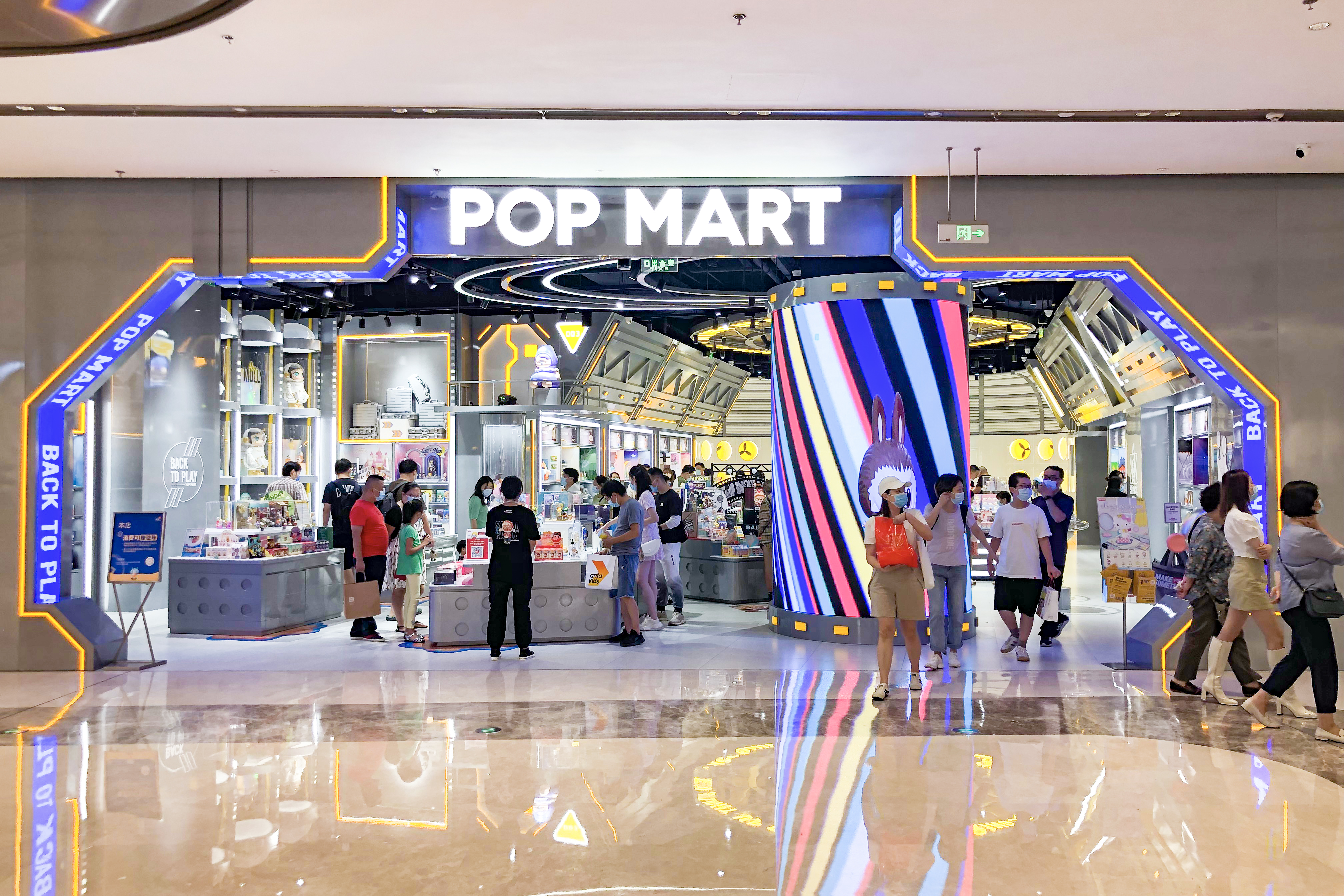
ラブブ人形は2019年からポップマートで販売されている。

ラブブは香港生まれオランダ育ちのアーティスト龍家昇によってデザインされたキャラクターとして誕生した。ラブブはロンが幼少期に親しんだ北欧の伝承や神話に影響を受けた彼による物語『ザ・モンスターズ』シリーズに登場するキャラクターである。
ラブブは2015年に初めて登場し、2019年にポップマートとコラボレーションして更に広く知られるようになった。このパートナーシップはラブブの収集家の間での人気を押し上げた。

## デザイン
ラブブは丸くて毛皮で覆われてフサフサした体、大きな目、尖った耳、イタズラっぽい笑みを浮かべた鋭い歯を特徴とし、陽気だが少し獰猛な表情をしていると言われている。『ザ・モンスターズ』シリーズにはラブブ以外にもモココ（英語: Mokoko）、パト（英語: Pato）、スプーキー（英語: Spooky）、タイココ（英語: Tycoco）、ジモモ（英語: Zimomo）などの「ザ・モンスターズ」と呼ばれる「種族」に属するキャラクターがいる。これらの人形は様々な外見で製造される。
ラブブのぬいぐるみはテーマごとにシリーズ化されたガシャポンで販売されることが多く、カプセルにはそのシリーズのランダムなぬいぐるみが入っている。
最初のラブブのキーホルダーシリーズ「Exciting Macaron」（中国語: 心动马卡龙）は2023年10月に発売された。その他のシリーズには「Have a Seat」（中国語: 坐坐派对）や「Big into Energy」（中国語: 前方高能系列）などがある。

## 反響
2024年4月、BLACKPINKのリサがバッグにラブブのキーホルダーを付けているのが目撃され、このぬいぐるみは大きな注目を集めた。これをきっかけに、タイ王国やそれ以外の東南アジアや東アジアでの認知度が急速に高まった。
ポップマートが2024年8月20日に発表した同年の中間報告によると、ラブブシリーズの上半期の売上高は63億元（約8億7,000万ドル）であった。
米中対立の激化にも関わらず、アメリカのポップマートには徹夜の列ができるほど人気が爆発しており、リアーナはラブブをバッグに付けている姿を目撃されている。
2025年5月、イギリスでラブブがあまりの人気から行列や混雑、けんかの報告といった混乱が相次ぎ、ポップマートがイギリス全土でラブブの店頭販売を停止する事態になった。同社は5月20日のInstagramへの投稿で「愛すべきラブブへの需要増加により、再入荷日には来店者が大幅に増加し、店舗やロボショップ（セルフサービス店）の前に長蛇の列ができる状況になっている」と説明し、「皆様の安全と快適さを確保するため、当社は一時的に、『ザ・モンスターズ』シリーズの店頭販売およびロボショップでの販売を全面停止する」と表明した。ただし、オンライン販売は通常通り続けられる。
アニメ化作品（156話×4-5分ずつ、7分間の放送枠で放送予定）が、2025年半ばに放送開始予定となっています。
2025年には日本においても人気が高まっており、フリマアプリのスニーカーダンクでは同年7月の取引額が対年初比で66倍に増加した。同時に偽物も市場に出回り、前述のスニーカーダンクを運営するソーダ（SODA inc.）傘下のスニダン鑑定研究所やIVA株式会社のフェイクバスターズといった、X線やブラックライトを使った鑑定サービスへの需要が高まっている。